# Velko Jotov
Velko Nikolaev Jotov (in bulgaro Велко Николаев Йотов?; Sofia, 26 agosto 1970) è un ex calciatore bulgaro, di ruolo attaccante.

## Carriera
Cresciuto nel Levski Sofia, debuttò in prima squadra nel 1988, giocando cinque stagioni. Nel 1993 si trasferì in Spagna all'Espanyol, dove rimase fino al 1995.
Successivamente giocò in Argentina Con il Newell's Old Boys per quattro stagioni, nuovamente in Bulgaria con l'Olimpik Beroe e negli Stati Uniti prima al Charleston Battery e poi negli Atlanta Silverbacks.

## Palmarès

### Club
- Coppa di Bulgaria: 2

Levski Sofia: 1990-1991, 1991-1992
- Campionato bulgaro: 1

Levski Sofia: 1992-1993